# Art Cologne

Art Cologne es una feria de arte celebrada anualmente en Colonia en Alemania. Art Cologne es la feria de arte más destacada de Alemania y se creó en 1967 como la primera feria de arte mundial. Se llama a sí misma «la más antigua feria de arte del mundo», aunque de hecho la feria de arte de la calle 57 se fundó en 1948, casi dos décadas antes. Quizá un título más apropiado sería «la más antigua feria internacional de arte». La feria fue decisiva a la hora de reunir marchantes geográficamente separados y galerías y creó la primera vista general competitiva del mercado de arte internacional.
Durante seis días cada año, la feria reúne 250 marchantes destacados de docenas de países diferentes, mostrando lo mejor que tiene que ofrecer el mercado del arte internacional. La feria atrae tanto el comercio y al público, incluyendo coleccionistas privados, curadores, artistas y amantes del arte.  